# صنعاء (محافظة)

تعديل مصدري - تعديل

محافظة صنعاء محافظة يمنية وهي أكبر محافظة من حيث عدد السكان، تقع في وسط البلاد في منطقة جبلية عالية على جبال السروات وليس لها منفذ على البحر، يتفرع منها طرق صنعاء عمران و صعدة وحجة المتجه شمالاً وصنعاء الحديدة الذي يتجه إلى جنوب غرب البلاد وصنعاء ذمار وإب وتعز والبيضاء والذي ينتهي في مدينة عدن الساحلية.

## التاريخ

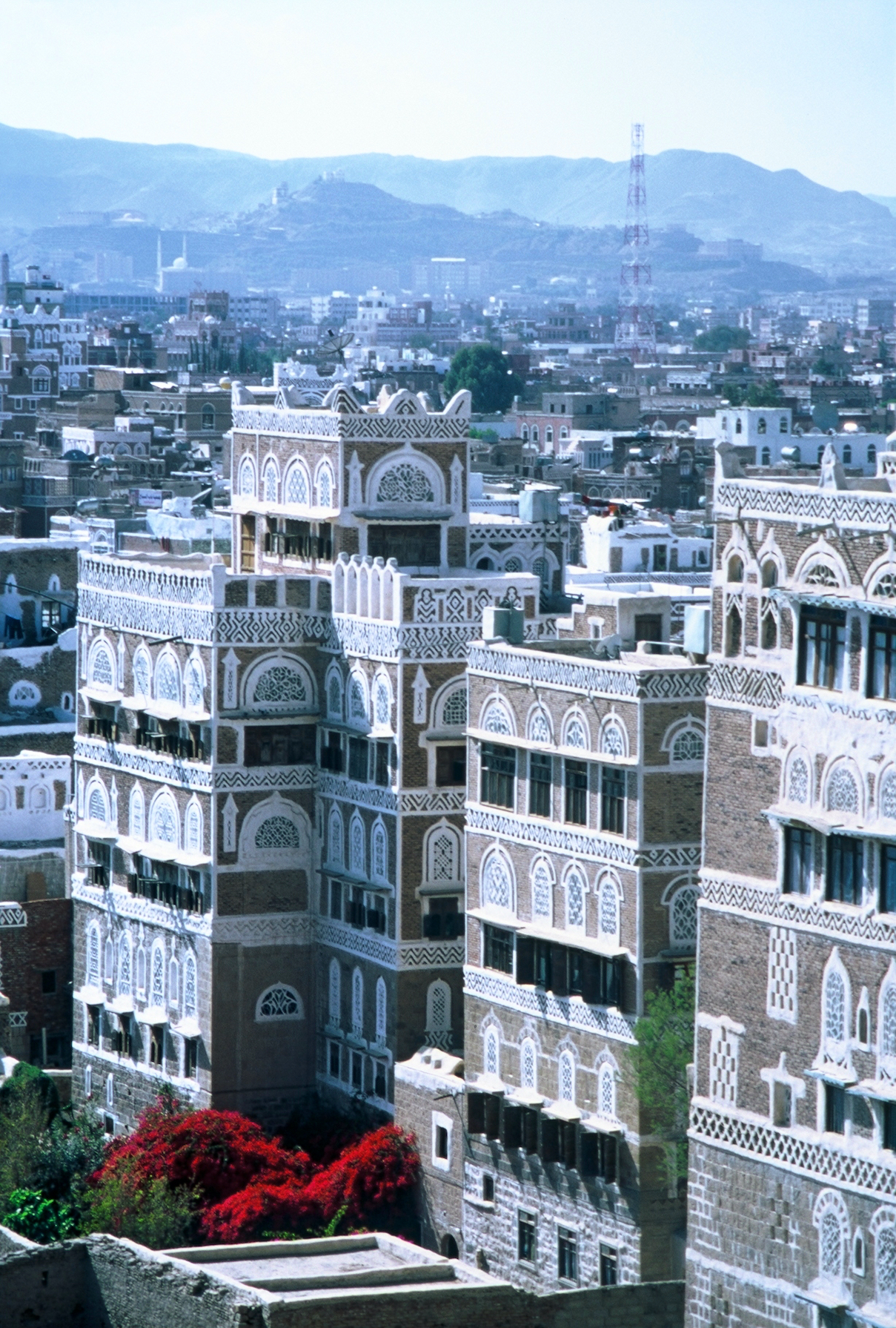
صنعاء

أما صنعاء المدينة أو العاصمة، وخاصة الجزء القديم منها، فهي واحدة من المدن اليمنية القديمة التي يعود تاريخها إلى سلالة سبأ من القرن السادس قبل الميلاد. كان اسمها أولاً «أزال» فلما نزل بها الأحباش ونظروا إلى مبانيها المشيدة بالحجارة قالوا هذه صنعة ومعناها بلسانهم حصينة فسميت لذلك باسم «صنعا» أو صنعاء كما تعرف اليوم.
كانت محافظة صنعاء تعد من أكبر وأوسع المحافظات مساحةً وسكاناً، ومن أقدم المحافظات في الجمهورية اليمنية وكانت تسمى قبل قيام ثورة 26 سبتمبر وبعدها بـ (لواء صنعاء).
حيث كانت تضم محافظات (الجوف والمحويت وعمران وأمانة العاصمة صنعاء) والتي كانت تقع ضمن تكوينها الإداري ونتيجة للامتداد الجغرافي الواسع وارتفاع نسبة الكثافة السكانية والحاجة التي توفير الخدمات الأساسية تم استحداث تلك المحافظات.. فمنها ما تم استحداثه قبل الوحدة كـ محافظات (الجوف والمحويت وأمانة العاصمة صنعاء)، ومنها ما تم استحداثه بعد قيام الوحدة اليمنية (عمران)، وبالرغم من ذلك لا زالت تضاهي كبار محافظات الجمهورية مساحةً وسكاناً.

## الجغرافيا
تقع محافظة صنعاء في وسط الجزء الغربي من الجمهورية اليمنية فهي تحيط بأمانة العاصمة صنعاء إحاطة السوار بالمعصم كما أنها تقع بين خطي (14.52) و(4.17) شمال خط الاستواء وبين خطي (32.43) و(45.5) شرقي خط (غرينتش).
يحدها من الشمال محافظة الجوف ومحافظة عمران، ومن الشرق محافظة مأرب، ومن الجنوب محافظة ذمار، ومن الغرب محافظة المحويت ومحافظة الحديدة.

### المساحة
تبلغ مساحة المحافظة حوالي 11,864 كيلو متر مربعاً تقريبا تتوزع في ستة عشر مديرية تضم 146 عزلة و 2206 قرية و 3076 محلة وهناك تفاوت في عدد العزل على مستوى المديريات، حيث تتكون مديرية الحيمة الخارجية من 31 عزلة بينما مديريتي (الحصن وبني ضبيان) تتكون كل منها من عزلة واحدة، وتعتبر مديرية نهم أكبر مديريات المحافظة مساحة إذ تبلغ مساحتها حوالي 1847 كيلو متر مربع تقريبا فيما تعد مديرية صعفان أصغر مديريات المحافظة من حيث المساحة إذ تقدر مساحتها بحوالي 174 كيلو متر مربعاً تقريباً.
| م  | المديرية               | (كم2)  | م  | المديرية          | (كم2)  | م  | المديرية                | (كم2) | م  | المديرية     | (كم2)  |
| -- | ---------------------- | ------ | -- | ----------------- | ------ | -- | ----------------------- | ----- | -- | ------------ | ------ |
| 1  | مديرية أرحب            | 1274.6 | 2  | مديرية الطيال     | 489.5  | 3  | مديرية بني ضبيان        | 1701  | 4  | مديرية صعفان | 174.3  |
| 5  | مديرية الحصن           | 378.9  | 6  | مديرية بلاد الروس | 398.4  | 7  | مديرية جحانة            | 471.3 | 8  | مديرية مناخة | 700.2  |
| 9  | مديرية الحيمة الخارجية | 692.7  | 10 | مديرية بني حشيش   | 373    | 11 | مديرية خولان            | 638.4 | 12 | مديرية نهم   | 1847.1 |
| 13 | مديرية الحيمة الداخلية | 463.2  | 14 | مديرية بني مطر    | 1127.3 | 15 | مديرية سنحان وبني بهلول | 543.1 | 16 | مديرية همدان | 591    |

### التضاريس
تتوزع تضاريس محافظة صنعاء بين جبال مرتفعة ووديان زراعية خصبة، وفيها أعلى قمة جبلية في اليمن وشبه الجزيرة العربية، وهي قمة جبل النبي شعيب والتي ترتفع حوالي (3760 متر) عن مستوى سطح البحر، ويعتبر أعلى قمة في اليمن وشبه الجزيرة العربية، وتتصل منحدراته بسلسلة جبال الحيمتين وجبال حراز وإلى الشرق من المحافظة توجد سلسلة جبال خولان الممتدة إلى جبل كنن بالإضافة إلى جبال مناطق بني حشيش ونهم وأرحب إلى جانب سلسلة جبال ريمة.

## السكان والتقسيم الإداري
بلغ إجمالي عدد السكان المقيمين في المحافظة حسب تعداد 2004 (918.379) ألف نسمة وينمو السكان سنوياً بمعدل 2.07% ؛ إذ يشكل سكانها ما نسبته 4.7% من إجمالي سكان اليمن.
و تقسم المحافظة إدارياً إلى 16 مديرية وتعتبر مديرية بني مطر أكبر مديريات المحافظة سكانا إذ بلغ عدد سكانها حوالي (100.597) نسمة فيما تعتبر مديرية بني ضبيان أقل المديريات من حيث عدد السكان حيث وصل عدد سكانها حوالي (16236) نسمة ويتوزع السكان في تجمعات سكانية على امتداد أراضي المحافظة الجبلية منها والسهلية بنسبة 90% ريف و 10% حضر.
وتعتبر محافظة صنعاء من المحافظات الكبيرة سكانا إذ تبلغ الكثافة السكانية فيها حوالي 74.3% نسمة لكل كيلومتر مربع. ومن حيث السكان تعتبر مديرية سنحان وبني بهاول الأكثر سكاناً ومديرية بني ضبيان الأقل سكاناً.
| م  | المديرية                | عدد السكان | عدد الأسر | عدد المساكن | م  | المديرية               | عدد السكان | عدد الأسر | عدد المساكن |
| -- | ----------------------- | ---------- | --------- | ----------- | -- | ---------------------- | ---------- | --------- | ----------- |
| 1  | مديرية همدان            | 111141     | 14078     | 14300       | 2  | مديرية أرحب            | 90038      | 10172     | 10317       |
| 3  | مديرية نهم              | 41502      | 4753      | 4432        | 4  | مديرية بني حشيش        | 73957      | 8525      | 8932        |
| 5  | مديرية سنحان وبني بهلول | 200427     | 27487     | 29015       | 6  | مديرية بلاد الروس      | 31259      | 4123      | 4161        |
| 7  | مديرية بني مطر          | 100012     | 12410     | 11981       | 8  | مديرية الحيمة الداخلية | 83243      | 10629     | 9574        |
| 9  | مديرية الحيمة الخارجية  | 58454      | 8685      | 8834        | 10 | مديرية مناخة           | 78932      | 12086     | 11335       |
| 11 | مديرية صعفان            | 33722      | 5419      | 5466        | 12 | مديرية خولان           | 28925      | 3395      | 2922        |
| 13 | مديرية الطيال           | 36253      | 4345      | 4205        | 14 | مديرية بني ضبيان       | 16262      | 1998      | 2021        |
| 15 | مديرية الحصن            | 30124      | 3777      | 3848        | 16 | مديرية جحانة           | 50747      | 6427      | 6517        |

ملاحظة: جزء من سكان مديرية سنحان وبني بهلول تم إضافتهم إلى سكان أمانة العاصمة.

### أهم المؤشرات

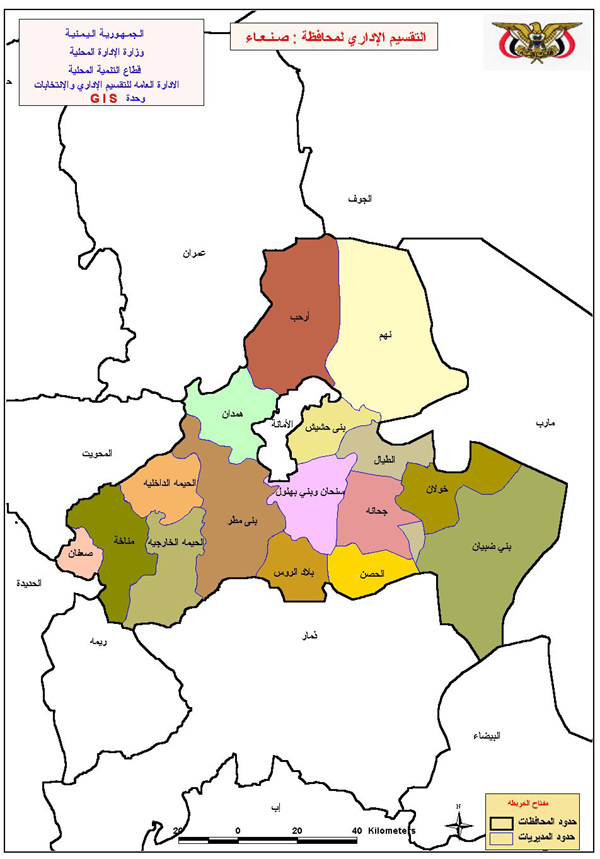
التقسيم الإداري لمحافظة صنعاء

جدول مقارنة بأهم المؤشرات للمحافظة بالمقارنة على مستوى الجمهورية :
| المؤشر                               | محافظة صنعاء | الجمهورية |
| ------------------------------------ | ------------ | --------- |
| سكان الحضر                           | 2.0          | 26.3      |
| النمو السكاني                        | 3.5          | 3.5       |
| النمو السكاني في الحضر               | 2.5          | 5.9       |
| معدل الخصوبة الكلية                  | 4.8          | 5.8       |
| معدل الإعالة الديموغرافية            | 104.4        | 316.8     |
| الكثافة السكانية لكل كم مربع         | 99.0         | 39.7      |
| نسبة السكان الحاصلين على مياه مأمونة | 23.2         | 36.0      |
| نسبة السكان الحاصلين على الصرف الصحي | 17.8         | 35.2      |
| نسبة المساكن المنارة بالكهرباء       | 36.1         | 41.3      |
| نسبة الأمية (15 سنة فأكثر)           | 60.5         | 52.7      |
| نسبة ألامية لدى الإناث               | 85.2         | 16.5      |
| نسبة البطالة (15 سنة فأكثر)          | 17.1         | 11.9      |
| نسبة الإناث من قوة العمل             | 31.1         | 24.9      |
| نسبة السكان في الزراعة               | 70.5         | 54.1      |
| نسبة السكان في الصناعة               | 6.3          | 11.1      |
| نسبة السكان في الخدمات               | 23.2         | 34.8      |
| المستخدمون بأجر من قوة العمل         | 25.3         | 31.2      |
| المستخدمون بأجر من الذكور            | 24.4         | 31.2      |
| المستخدمون بأجر من الإناث            | 0.9          | 2.9       |
| دليل توقع الحياة                     | 0.567        | 0.602     |
| دليل التحصيل العلمي                  | 0.412        | 0.497     |
| دليل الدخل                           | 0.353        | 0.369     |
| دليل التنمية البشرية                 | 0.444        | 0.489     |

## التكوين الطبيعي

### المناخ
رغم أن اليمن لا تبعد كثيرا عن خط الاستواء الذي يتميز بالحرارة الشديدة والأمطار الموسمية الغزيرة إلا أن محافظة صنعاء خرجت عن القاعدة المناخية بحكم ارتفاعها عن سطح البحر لذلك نجد متوسط الحرارة السنوية 18 درجة مئوية ومتوسط الحرارة صيفا 22 درجة مئوية ومتوسط الحرارة شتاءً 12 درجة مئوية
ونظرا لهذا التنوع في المناخ فإن هناك عوامل مؤثرة فيه أهمها الارتفاع عن مستوى سطح البحر أدى إلى تنوع المناخ فكلما ارتفعنا عن مستوى سطح البحر كلما انخفضت الحرارة في المحافظة بـ 16 درجة مئوية ويقل هذا المتوسط كلما ارتفعنا عن القمم الجبلية وخصوصا في فصل الشتاء حيث تصل درجة الحرارة على هذه القمم إلى ما تحت الصفر في بعض الأحيان مثل قمة جبل النبي شعيب، كما تتفاوت درجة الحرارة باختلاف فصول السنة ليصل متوسط درجة الحرارة في فصل الصيف حوالي 19 درجة مئوية عند ارتفاع 2500 متر فوق سطح البحر. أما في المناطق الداخلية والهضاب وبعض القيعان فيصل متوسط درجة الحرارة فيها ما بين 8-12 درجة مئوية.
وإذا ما قسمنا محافظة صنعاء إلى مناطق مناخية فإننا سنجد أن :
- المديريات التي تقع في الجزء الغربي من المحافظة تمتاز بمناخ دافئ في معظم أجزاءها على مدار السنة باستثناء مرتفعاتها العالية فإنها تكون باردة في الشتاء.
- المديريات المحيطة بأمانة العاصمة يسودها مناخ بارد شتاء ومعتدل صيفاً.

و تعتبر المحافظة غالبا ضمن النطاق الدافئ ما بين 15-20 درجة مئوية.

### الأمطار
متوسط سقوط الأمطار 300 ملل / سنة في فصلي الربيع والصيف غالباً.
من العوامل المؤثرة في عملية سقوط الأمطار عامل الرطوبة النسبية إلى جانب عامل الرياح القادمة من فوق المسطحات المائية المشبعة بالرطوبة وعند اصطدام السحب بالمرتفعات الجبلية تتساقط الأمطار ولهذا فإن مناطق المحافظة وخاصةً الغربية منها غالباً ما تسقط الأمطار عليها بغزارة صيفاً، كما أن هناك الأمطار شتوية تسقط أحياناُ على مناطق ومديريات المحافظة إلى أنها غالباً ما تكون خفيفة ونادرة.

### الغطاء النباتي
يتوفر الغطاء النباتي في معظم أجزاء المحافظة خصوصاً الأجزاء الغربية والجنوبية الغربية حيث تسقط الأمطار فيها بغزارة، ويشكل هذا الغطاء مراعي خصبة للحيوانات وأهم أنواع الغطاء النباتي الحشائش والنباتات الصغيرة والتي تنتشر في الأجزاء السهلية والجبلية معاً خصوصاً في مواسم الأمطار إلى جانب أنواع مختلفة من الأشجار الكبيرة كالسدر ، والطلح، والطنب وغيرها.

### الحيوانات البرية
توجد العديد من أنواع الحيوانات البرية في كثير من مديريات المحافظة وتتركز معظمها في الأجزاء الجبلية والخالية من السكان ومن أهمها الضباع، والنمور، والثعالب،والأرانب،والأوبار، والظباء ولكنها نادرة، وهناك أنواع أخرى من الحيوانات إلى جانب أنواع مختلفة من الطيور والزواحف.

### السلاسل الجبلية
تنتمي المحافظة في تكوينها الطبيعي إلى نوعين من الأقاليم الجغرافية هي :-
إقليم المرتفعات الغربية :-
ويتمثل هذا الجزء في المديريات الغربية ابتداء من مديريات بني مطر – الحيمة الداخلية والحيمة الخارجية – مناخة – صعفان، ويتصف هذا الجزء بغزارة الأمطار نظراً لمواجهته لاتجاهات الرياح الموسمية المطيرة التي يعتمد عليها السكان في الزراعة والعيش، وتشتهر مديريات هذا الإقليم بتضاريسها شديدة الوعورة، وكثرة جبالها العالية وأوديتها المائية ومن أشهر جبالها جبل النبي شعيب الذي يقع في مديرية بني مطر والبالغ ارتفاعه عن مستوى سطح البحر أكثر من 3666 متر. بالإضافة إلى جبل يام وجبال صلب الشهيرة في مديرية نهم، وجبل كنن الواقع في القطاع الجنوبي الشرقي.
ثانياً: إقليم المرتفعات الوسطى:
ويتمثل في مجموعة من القيعان أهمها قاع سهمان بمديرية بني مطر بالإضافة إلى عدد من القيعان الصغيرة التي تنتشر في عدد من المديريات ومعظم هذه القيعان تحتوي على أراضي زراعية خصبة تعتمد في زراعتها على المياه الجوفية مثل قاع العير الأسفل والأعلى – قاع الصلاحي – قاع الملاحي في مديرية بني حشيش – قاع العرة في مديرية همدان – قاع شراع – قاع شاكر – قاع الركية – قاع سنوان وهران في مديرية أرحب – قاع فريد في مديرية بلاد الروس– قاع القيضي، صنعاء - قاع حباب في مديرية سنحان وبني بهلول.
كما تمثل بعض المديريات جزء من المرتفعات الشرقية للمحافظة ممثله في مديريات خولان الخمس الطيال – الحصن – خولان – جحانة – بني ضبيان وفيها جبل اللوز الذي يبلغ ارتفاعه 3344 متر عن مستوى سطح البحر بالإضافة إلى وجود عدد من الجبال في مديرية سنحان وبني بهلول زمديرية بني حشيش وجبال يام الشهيرة في مديرية نهم بالإضافة إلى جبال صلب في الجزء الجنوبي الشرقي للمديرية.
| م  | اسم الجبل      | الموقع          | مقدار الارتفاع عن مستوى سطح البحر | ملاحظات                 |
| -- | -------------- | --------------- | --------------------------------- | ----------------------- |
| 1  | جبل النبي شعيب | بني مطر         | 3.666 متر                         | إقليم المرتفعات الغربية |
| 2  | جبل بني احمد   | الحيمة الداخلية | 2.400متر                          | إقليم المرتفعات الغربية |
| 3  | جبل العوي      | مناخة           | 2.400 متر                         | إقليم المرتفعات الغربية |
| 4  | جبل شبام       | مناخة           | 2.920 متر                         | إقليم المرتفعات الغربية |
| 5  | جبل مسار       | مناخة           | 2.760 متر                         | إقليم المرتفعات الغربية |
| 6  | جبل العر       | الحيمة الداخلية | 2.240 متر                         | إقليم المرتفعات الغربية |
| 7  | جبل اللوز      | الطيال          | 3.344 متر                         | إقليم المرتفات الوسطى   |
| 8  | جبل عيضه       | خولان           | 3.510 متر                         | إقليم المرتفات الوسطى   |
| 9  | جبل كنن        | سنحان           | 3.244 متر                         | إقليم المرتفات الوسطى   |
| 10 | جبل ذياب       | بني حشيش        | 1.817متر                          | إقليم المرتفات الوسطى   |

### الأودية
نظراً لأن محافظة صنعاء فيها العديد من الجبال والقمم العالية والهضاب فإنها بذلك التركيب تضم العديد من الأودية التي تتكون في بطون ومنخفضات تلك الجبال والمرتفعات التي في نفس الوقت تحدد اتجاهات الأودية التي تتعدد وتكثر تبعاً لتعدد تلك الجبال والمرتفعات وبهذا الصدد تكاد لا تخلو مديرية من مديريات المحافظة من الأودية بغض النظر عن اختلافها من حيث الحجم والاتساع إلا أنه من المهم الإشارة إلى أن معظم تلك الأودية تشكل روافد مهمة لبعض الأودية المشهورة كوادي سردود ووادي سهام غرباً ووادي سباً ووادي الجوف شرقاً.
وتنقسم إتجهات الأدوية إلى جزئيين جزء يسير باتجاه الشرق وجزء آخر يصرف مياه الجبال في اتجاه الغرب كما يلي :
أ- الأودية المتجهة غرباً:
أودية الحيمتين وحراز تعد الروافد العليا لوادي سردد كذلك أجزاء من أودية بني مطر وأودية جنوب الحيمة الخارجية وجنوب حراز تمثل روافد مهمة لوادي رماع ومعظم هذه الأودية تصرف مياه عدد من الأودية الصغيرة كما أن بعضها لها تفرعات متعددة.
ب- الأودية المتجهة شرقاً:
أهمها وادي الخارد، وبوادي سنوان اللذان يصبان في وادي الجوف.
ومن الأودية المائية في المحافظة:
وادي الخارد في نهم، ووادي ريان، ووادي النشاما في مديرية مناخة وبني إسماعيل وغيل أسعد الكامل في مديرة بني بهلول، وهناك عدد من الغيول الصغيرة الدائمة والموسمية في عدد من المديريات خصوصاً المديريات الواقعة في جنوب غرب محافظة صنعاء.

## من أعلام المدينة
ينسب إلى صنعاء الكثير من أهل العلم منهم: عبد الرازق بن همام بن نافع أبو بكر الحميري الصنعاني، أحد الثقات المشهورين، روى عنه سيفان بن عينية ومعتمر بن سليمان وأبو أسامة حماد ابن أسامة وأحمد بن حنبل ويحيى بن معين وأحمد بن منصور الرمادي وتوفي سنة (211 هـ). وكذلك الإمام الشوكاني والإمام أحمد بن علوان
ينسب إلى صنعاء إبراهيم المغربي أبرر محرر رياضي في تاريخ الجمه .